# Willa „Renata”
Willa „Renata” – willa znajdująca się w mieście Podkowa Leśna, zbudowana w latach 1934–1935 przez szambelana papieskiego, Leonarda Samowicza dla żony Renaty z domu von Tyzenhausen, według projektu prof. Jana Siennickiego. Na terenie willi powstawały zdjęcia do serialu telewizyjnego „Klan w latach 1997-2022.”.

## Historia
W czasach II wojny światowej hitlerowcy zajęli część willi, a po wojnie uchodźcy ze zrujnowanej Warszawy. Po śmierci właścicieli, Leonarda i Renaty Samowiczów dom odziedziczyło rodzeństwo Witold i Wiktoria Samowicz, którzy mieszkali w nim do 1975 roku. Obecnymi właścicielami są Alicja i Wiesław Jankowscy, którzy w latach 1997-2022 udostepniali budynek na potrzeby serialu „Klan”.

## Opis architektury
Willa „Renata” to zespół, w którego skład wchodzi zabytkowy park, budynek główny i osobny budynek gospodarczy. Jest stylizowana na zameczek obronny, styl architektoniczny zawiera motywy nawiązujące do gotyku i renesansu. Charakterystycznymi historyzującymi cechami budowli są arkadowe wnęki, wieżyczka, zwieńczenia murów obronnych i baszt w postaci blanek, pełniących funkcję ozdobną. Jednakże budynek pozbawiony jest innych elementów dekoracyjnych nawiązując w ten sposób do puryzmu. Pomysłowe architektoniczne zestawienie bryły sprawiło, że z każdej strony wygląda inaczej.